# Scheurbuik
Scheurbuik, medisch: scorbutus of scorbuut, is een ziekte ten gevolge van een langdurig vitamine-C-tekort, een ascorbinezuurdeficiëntie, zoals dat in vroeger eeuwen op zeilschepen op de grote vaart veel voorkwam.
Het woord scheurbuik komt van het Oudnoorse woord skyrbjúgr, waarvan de herkomst niet eenduidig is. De stofnaam voor vitamine C is ascorbinezuur, afgeleid van a, niet, en scorbutus, scheurbuik.
De ziekte die tot de 18e eeuw werd aangeduid met scheurbuik heeft maar in beperkte mate met vitaminetekort te maken. De term was een verzamelnaam voor een aantal schijnbaar verwante kwalen, die zich kenmerkten door gezwellen, pijn aan de ledematen en lethargie.

## Symptomen en behandeling
Symptomen van scheurbuik zijn onder meer zwellingen en bloedingen van het tandvlees, petechiën, vooral op onderbenen, slapte, stijve en pijnlijke ledematen en inwendige bloedingen. Er is geen sprake van een specifieke buikaandoening. Onbehandelde scheurbuik is op lange termijn dodelijk, maar de behandeling is eenvoudig: vitamine C innemen.
Vitamine C is mede verantwoordelijk voor de productie van collageen. Dat is een proteïne, een eiwit dat instaat voor stevigheid van biostructuren. Indien niet voldoende vitamine C aanwezig is zal dit eiwit zijn functie niet of slecht kunnen uitvoeren. Als eerste zullen bloedvaatjes het begeven en zo bloedingen veroorzaken.

## Namen
De ziekte die men in 1289 in het Oudnoors als skyrbjúg(r) aanduidde, Oudzweeds skörbiugh (ca. 1330), was vermoedelijk een verzamelnaam voor meerdere kwalen. De naam zou op de etterbuilen, gezwellen en oedeemachtige verschijnselen (bjúgr) kunnen wijzen, waarvan men dacht dat ze werden veroorzaakt door het gebruiken van te veel geschifte, zure melk (skyr) tijdens lange zeereizen. Kenmerkend voor de ziekte waren vooral de uitvallende tanden.
Hiervan afgeleid zijn Middelnederduits schorbuck (1404), Hoogduits scharbock (1515), Latijn scorbutus (1521) en Nederlands scoorbuyck (1554). De Nederduitse termen scormunt en scorbein (1557), Nederlands scheurmond en scheurbeen, het Oud-IJslandse synoniem kreppasótt of Ouds-Zweeds kramposoot ('krampziekte') en de Engelse benaming scurvy (letterlijk: 'schurft', 1569) geven aan dat men tevens aan andere ziektebeelden dacht. Daarbij kunnen we denken aan ergotisme, lepra, miltvuur, lupus, tuberculose, huidziekten, ontstekingen en malaria-cachexie.
Een Nederlands synoniem was blauwschuit (1557), een pejoratieve term die zowel naar de vlekken op het lichaam als naar de zieke bemanning van een getroffen schip verwees. Andere verklaringen gaan uit van Middelnederlands (en Nederduits) schoren, schueren ('een scheur maken') met de uitgang buc ('buik'), dan wel van Russisch skŭrbŭta ('melaatsheid', zie Jona 4:6) en skrabŭt ('het krabben'). Deze laatste vormen kunnen echter zijn ontleend aan een van de Germaanse talen.
Het gaat in alle gevallen om woorden die teruggaan op de Proto-Indoeuropese wortel *sker- ('snijden'), waarvan ook de Proto-Germaanse stam *skerban- of *skrepan- ('schrappen, krabben') afkomstig is. Daarvan zijn weer woorden als schurft en scurvy afgeleid. Meerdere woorden uit deze groep hebben de betekenis van 'schiften', 'bijten' en 'zuur worden'. De termen buik en búgr gaan vermoedelijk terug op een Proto-Germaans būka- 'buik, lichaam' en een Proto-Indoeuropese wortel *bhu- die 'opblazen, opzwellen' betekent.

## Geschiedenis

### Eerste vermeldingen
Een van de oudste berichten over het mogelijk voorkomen van scheurbuik betreft een Romeins legerkamp in de omgeving van de Rijnmonding bij Katwijk ten tijde van Germanicus, kort voor het begin van de jaartelling. Plinius bericht in zijn Historia Naturalis dat de soldaten na twee jaar veel last kregen van uitvallende tanden en slappe knieën, hetgeen ze weten aan een vergiftigde zoetwaterbron. Op advies van de Friese bevolking in de regio gebruikten ze met succes een plaatselijk kruid dat hier overvloedig groeide en britannica werd genoemd. De bloemen heetten in de volkstaal vibones en dienden in het voorjaar verzameld te worden. Het kruid werd volgens Plinius ook gebruikt tegen de gevolgen van slangenbeten en bij oedeem en zenuwkwalen. Antieke plantengidsen berichtten dat de bloemen (ook wel bobonem genoemd) tevens heilzaam waren bij maag- en miltklachten en ontstoken amandelen. Botanici hebben zich later het hoofd gebroken om welke plant het zou gaan. Een vaak genoemde kandidaat is lepelblad, dat sinds de 16e eeuw met succes werd gebruikt tegen scheurbuik en dat aantoonbare hoeveelheden vitamine C bevat. In Noord-Duitsland gold stinkende gouwe als het echte schorbocks kraut der Saksen, later werd hieronder speenkruid verstaan.
Of het bij de ziekte die Plinius beschreef uitsluitend om scheurbuik ging, is omstreden. De 19e-eeuwse patholoog August Hirsch wijst erop dat de diagnose is ontleend aan Hippocrates an andere klassieke schrijvers, die het omschreven ziektebeeld associëren met een opgezwollen milt (magni lienes). Dat zou weer een aanwijzing kunnen zijn dat het (deels) om chronische malariaklachten ging, een ziekte die later in de Hollands-Friese kuststreek veel voorkwam.
Vitamine-C-tekorten kwamen in de middeleeuwen en de vroegmoderne tijd veel voor in de Oostzeelanden, Scandinavië en Canada, waar verse of ingemaakte groenten vaak ontbraken. Tijdens de verre ontdekkings- en handelsreizen die Europeanen vanaf de 15e eeuw maakten was scheurbuik een van de voornaamste doodsoorzaken. De bemanningen van de zeilschepen van Vasco da Gama en Ferdinand Magellaan, rond 1500, leden aan scheurbuik. Ook bij de Nederlandse walvis- en robbenjagers die op Spitsbergen werkzaam waren, was de ziekte algemeen. Archeologen hebben in het skeletmateriaal van overledenen veel sporen van vitaminetekort gevonden. Het ziektebeeld werd in 1555 uitvoerig beschreven door de Zweedse geleerde Olaus Magnus, die meende dat scheurbuik in de noordelijke landen algemeen was.
Of vitamine-C-tekorten ook elders een belangrijke sterfteoorzaak vormden, is minder duidelijk. Berichten uit de 13e eeuw over scheurbuikachtige verschijnselen waaronder de kruisvaarders in het Middellandse Zeegebied leden, duiden eerder op infectieziekten zoals malaria.

### Zwarte gal
Dat het bij de scheurbuikepidemieën die Nederland en zijn buurlanden in de 16e en 17e eeuw troffen, voornamelijk om vitaminetekorten ging, valt te betwijfelen. Scheurbuik gold in de eerste helft van de 16e eeuw als een nieuw ziektebeeld, ingevoerd uit Scandinavië en bekend uit de volkstaal, maar waarvan de diagnose vooral op theoretische vooronderstellingen berustte.

Nederlandse artsen als Johann Bachofen von Echt, Johannes Wier, Boudewijn Ronsse, Pieter van Foreest en Henricus Brucaeus ontwierpen een ziektebeeld dat – in overeenstemming met de klassieke humorenleer van Galenus – scheurbuik kenschetste als een droge en koude kwaal, die zich kenmerkte door een overmaat aan zwarte gal. Dit laatste was een fictief lichaamssap dat met de milt werd geassocieerd. Scheurbuik kwam niet alleen 's zomers voor op schepen, het was in streken met een koud klimaat vooral typerend voor de wintermaanden. Het gold als besmettelijk en werd toegeschreven aan een zoute, scherpe en bedorven voeding, aan vervuild drinkwater, een vochtige atmosfeer en gebrek aan frisse lucht. Eerdere koortsen en stress maakten patiënten extra kwetsbaar. Scheurbuik kwam vooral voor in de kuststreken, in tegenstelling tot andere ziektebeelden als de lopende varen (een verzamelterm die onder andere ergotisme aanduidde), die eerder het binnenland troffen. Johann von Echt, die als stadsarts werkzaam was in Keulen, schreef hierover in 1541: 
Scheurbuik is een chronische ziekte van melancholische aard, die zorgt voor een verkleuring van de huid. Scheurbuik is een ziekte van de milt … soms met het begin van een gezwel … het hele lichaam wordt aangetast door vocht, dat vooral voor dikke benen zorgt … de scherpte droogt het tandvlees uit… Scheurbuik is geen eenduidige ziekte, maar heeft meerdere aspecten, soms is het één ziekte die de symptomen veroorzaakt, soms meerdere.
Zijn collega Pieter Foreest constateerde in Noord-Holland dat de meeste scheurbuikpatiënten eerst aan derdedaagse koorts (febris quartana) hadden geleden.

### Kwaadsappigheid
Vanwege het tegenstrijdige karakter van de ziekteverschijnselen leek de traditionele humorenleer bij scheurbuik niet meer te voldoen. Diagnose en medicatie leken afhankelijk te zijn van de individuele patiënt, diens ziektegeschiedenis en leefomstandigheden. De diagnose scheurbuik groeide uit tot een algemeen verklaringsmodel dat steeds meer symptomen omvatte.
De uit Dokkum afkomstige arts Severin Hanssoon Eugalenus ontwikkelde daarom vanaf 1580 een theorie over kwadaardige verrottingsprocessen in het lichaam, die scheurbuik beter moest verklaren. Zijn denkbeelden raakten vanaf 1624 vooral bekend door het werk van de Wittenbergse hoogleraar Daniel Sennert, een van de grondleggers van de ioatrofysica, een richting binnen de medische wetenschap die de nadruk legde op chemische processen. In hun visie ontstond scheurbuik door 'kwaadsappigheid' – een gebrekkige balans van basisvloeistoffen in het lichaam. Op grond hiervan onderscheidden zij en hun opvolgers twee soorten scheurbuiK: zeescheurbuik, die werd veroorzaakt door een teveel aan bittere, hete stoffen in het lichaam en landscheurbuik, die zich kenmerkte door zure, koude constitutie. De ene disbalans moest als het ware geblust worden met zure stoffen, de andere diende juist met warme stoffen te worden tegengegaan.
Hoewel sinds de eerste ontdekkingsreizen duidelijk was dat het eten van citrusvruchten de ziekte binnen enkele dagen deed verdwijnen bleven de geneeskundigen eeuwenlang zoeken naar andere remedies. De geneeskundige en hoogleraar Herman Boerhaave beschreef rond 1700 de ziekte als een probleem van de bloedcirculatie, veroorzaakt door vochtig en koud weer en een tekort aan beweging. Door zijn grote gezag in de Europese geneeskundige wereld bleef deze opvatting nog lang opgeld doen.

### Citrusvruchten
De Britse marinearts James Lind (1716-1794) wist na 1747 gedaan te krijgen dat op Engelse marineschepen citroensap werd verstrekt. In wat gezien kan worden als de eerste randomized clinical trial toonde hij in 1747 de doeltreffendheid aan door zes groepen van twee patiënten een ander voedingssupplement te geven, waarbij de twee die twee sinaasappels en een citroen kregen binnen zes dagen genazen, terwijl de overigen niet herstelden. Het leverde de Engelse matrozen de bijnaam Limeys op. Eerder werd soms al een aftreksel van lepelblad met jenever gebruikt. De houdbaarheid van vruchten en sap was op lange reizen een probleem, maar halverwege de 18e eeuw kwam men erachter dat ook het regelmatig eten van het lang houdbare zuurkool het optreden van scheurbuik kon voorkomen.
Fatale vormen van scheurbuik komen sinds het begin van de 20e eeuw niet meer in Nederland en België voor. De diagnose wordt een enkele maal nog weleens gesteld bij iemand met een zeer onvolwaardig dieet.